# Pantoporia eulimene
Pantoporia eulimene är en fjärilsart som beskrevs av Jean Baptiste Godart 1823. Pantoporia eulimene ingår i släktet Pantoporia och familjen praktfjärilar. Inga underarter finns listade i Catalogue of Life.